# ال مارتینو
ال مارتینو (انگلیسی: Al Martino؛ ۷ اکتبر ۱۹۲۷ – ۱۳ اکتبر ۲۰۰۹) یک موسیقی‌دان اهل ایالات متحده آمریکا بود. وی بین سال‌های ۱۹۴۸ تا ۲۰۰۹ میلادی فعالیت می‌کرد.
از فیلم‌ها یا برنامه‌های تلویزیونی که وی در آن نقش داشته است می‌توان به پدرخوانده، پدرخوانده: قسمت دوم، پدرخوانده: قسمت سوم اشاره کرد.